# Peter Houhou
Peter Houhou (* 10. Oktober 1966 in Porokokore, Marau, Provinz Guadalcanal) ist ein salomonischer römisch-katholischer Geistlicher und Bischof von Gizo.

## Leben
Peter Houhou besuchte von 1974 bis 1979 die Grundschule in Makina und von 1985 bis 1990 das Nazareth Apostolic Centre. Von 1991 bis 1998 studierte er Philosophie und Katholische Theologie am Priesterseminar Holy Spirit in Bomana in Papua-Neuguinea. Er empfing am 3. Juli 1999 durch den Erzbischof von Honiara, Adrian Thomas Smith SM, das Sakrament der Priesterweihe.
Houhou war zunächst ein Jahr als Pfarrvikar in Ruavatu tätig, bevor er im Jahr 2000 Pfarrer in Makina auf der Insel Marau wurde. Von 2006 bis 2015 wirkte er als Pfarrer in Visale. Ab 2015 war Houhou Pfarradministrator der Heilig-Kreuz-Kathedrale in Honiara. Neben seiner Tätigkeit in der Pfarrseelsorge fungierte er ab 2011 zudem als Generalvikar des Erzbistums Honiara.
Am 3. Juli 2018 ernannte ihn Papst Franziskus zum Bischof von Auki. Der Apostolische Nuntius auf den Salomonen, Erzbischof Kurian Mathew Vayalunkal, spendete ihm am 14. Oktober desselben Jahres in der Kathedrale St. Augustine in Auki die Bischofsweihe; Mitkonsekratoren waren der Erzbischof von Mount Hagen, Douglas Young SVD, und der Erzbischof von Honiara, Christopher Michael Cardone OP. Peter Houhou ist der erste gebürtige Salomoner, der zum römisch-katholischen Bischof geweiht wurde. Sein Wahlspruch I came not to be served but to serve („Ich bin nicht gekommen, um bedient zu werden, sondern um zu dienen“) stammt aus Mt 20,28 .
Papst Franziskus bestellte ihn am 16. Juni 2023 zum Bischof von Gizo. Die Amtseinführung erfolgte am 27. August desselben Jahres.
In der Bischofskonferenz von Papua-Neuguinea und den Salomoninseln fungiert Peter Houhou als stellvertretender Vorsitzender der Familienkommission. Außerdem gehört er dem Exekutivrat des Bundes der katholischen Bischofskonferenzen in Ozeanien (FCBCO) an.